# Parathyma helma
Parathyma helma är en fjärilsart som beskrevs av Hans Fruhstorfer 1906. Parathyma helma ingår i släktet Parathyma och familjen praktfjärilar. Inga underarter finns listade i Catalogue of Life.